# Kaspičan
Kaspičan (in bulgaro Каспичан?) è un comune bulgaro situato nella regione di Šumen di 9 814 abitanti (dati 2009). La sede comunale è nella località omonima.

## Località
Il comune è formato dall'insieme delle seguenti località:
- città Kaspičan (sede comunale)
- villaggio Kaspičan
- Kosovo
- Kjulevča
- Markovo
- Mogila
- Pliska
- Vărbjane
- Zlatna niva